# Vytautas
Vytautas (cca 1350 – 27. října 1430), také známý jako Vytautas Veliký (litevsky: Vytautas Didysis, bělorusky: Вітаўт, Vitaŭt, polsky: Witold Kiejstutowicz, Witold Aleksander nebo Witold Wielki, latinsky: Alexander Vitoldus, rutensky: Vitovt, latinsky: Alexander Vitoldus, staroněmecky: Wythaws or Wythawt) byl od konce 14. století vládcem Litevského velkoknížectví. Byl také knížetem z Grodna (1370–1382), knížetem z Lucku (1387–1389) a postulovaným králem husitů.
V moderní Litvě je Vytautas uctíván jako národní hrdina a byl důležitou postavou národního obrození v 19. století. Vytautas je v Litvě populární mužské křestní jméno. K příležitosti oslav 500 let od jeho smrti po něm byla pojmenována Univerzita Vytautase Magnuse. V meziválečném období od roku 1918 do roku 1939 byly v mnoha městech po celé Litvě postaveny pomníky na jeho počest. Je známo, že sám Vytautas uměl litevsky a v tomto jazyce mluvil s Jogailou.

## Život

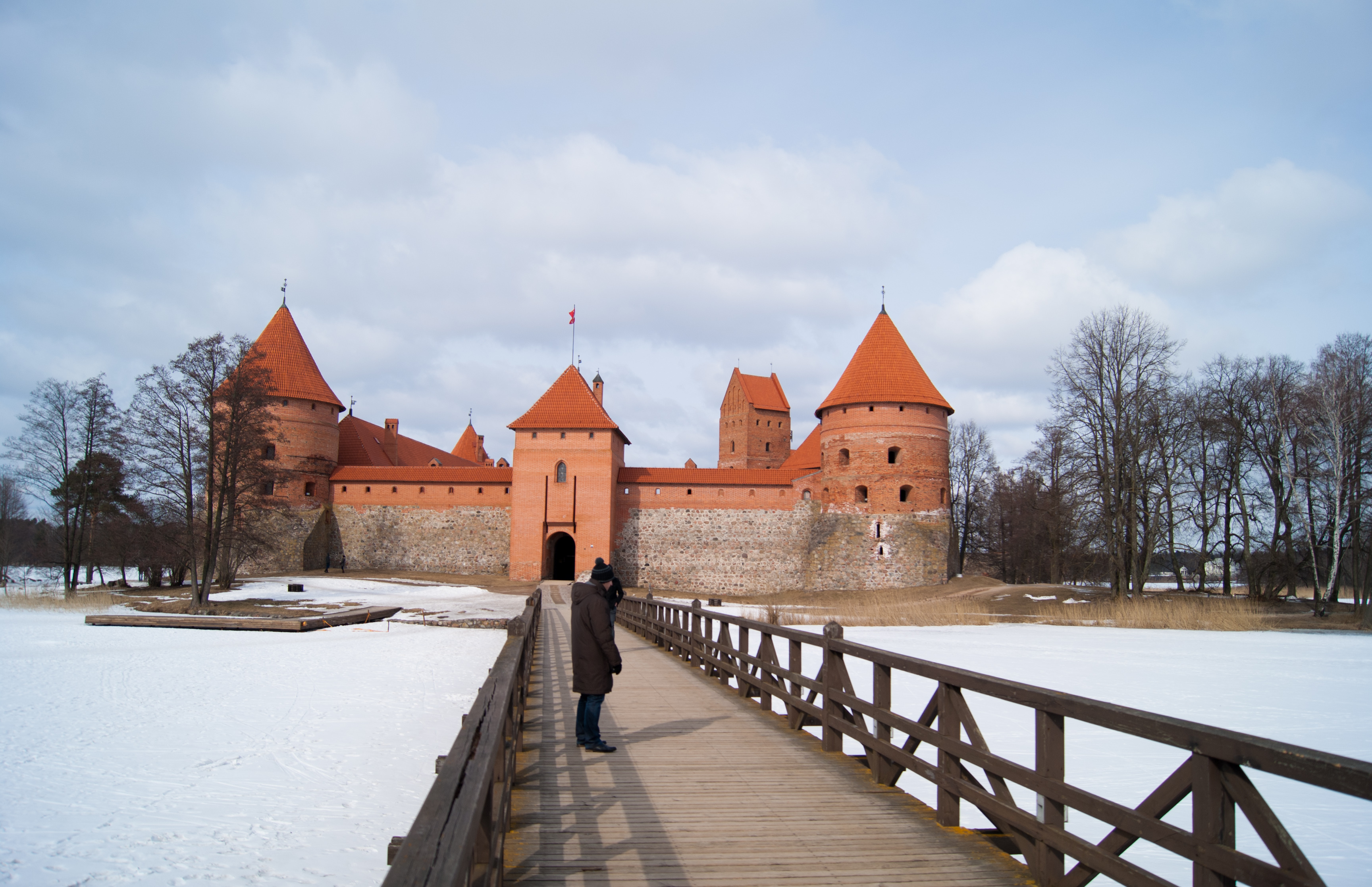
Hrad Staré Troky, místo narození a úmrtí Vytautase

Narodil se na hradě jako syn litevského velkoknížete Kęstutise a jeho ženy Biruty, bývalé kaplanky. Jeho bratranec Vladislav II. Jagello byl jeho předchůdcem na litevském trůně a polským králem v letech 1386–1434. Vytautas byl dvakrát ženatý. Jeho první manželkou byla v letech 1370–1418 Ona (Anna), s níž měl dceru Žofii (1371–1453), která se stala manželkou moskevského velkoknížete Vasilije I. Vytautovou druhou ženou byla Juliana Alšėniškė, dcera Jonáše Alšėniškise.
Roku 1384 Vytautas přijal katolický křest a roku 1429 se mu podařilo dosáhnout královského titulu, ačkoli nebyl nikdy korunován.
V roce 1422 mu byla husitskou částí Čech nabídnuta česká královská koruna. Vyslal tedy do Čech svého zástupce Zikmunda Korybutoviče, ale ten se českým králem nestal.
Velkokníže Vytautas zemřel 27. října 1430 v Trokách. Jeho ostatky byly převezeny do katedrály sv. Stanislava ve Vilniusu.